# SM C&C
(주)에스엠컬처앤콘텐츠(약칭: SM C&C)는 SM 엔터테인먼트 계열의 종합광고대행사이자 연예기획사이다. 2006년 볼빅을 인수하며 코스닥에 상장하였으며, 2007년 인터넷 여행사 투어익스프레스를 인수하였다. 2012년 AM 엔터테인먼트를 인수하며 배우 라인업을 강화하였다. 2017년 10월 27일 부로 SK플래닛 M&C부분을 인수하였다. 본사는 서울특별시 성동구 왕십리로 83-21 아크로포레스트 디타워에 있다.
현재 수익 구조는 광고사업 부문이 약 80%를 차지하며 매출액 순위로 국내 탑5 종합광고대행사이다.

## 연혁
- 1987년 7월: 인터컨티넨탈여행사 설립
- 1996년 7월: HRG와 글로벌 네트워크 파트너쉽 체결
- 2006년 4월: 볼빅과 합병을 통한 코스닥 상장
- 2007년 10월: 투어익스프레스 인수 합병
- 2009년 7월: 호텔트리스 투자계약 체결
- 2012년 9월: AM 엔터테인먼트 흡수 합병 발표
- 2012년 11월: AM 엔터테인먼트 흡수 합병 완료
- 2013년 3월: 훈미디어 흡수 합병 발표
- 2013년 8월: 울림엔터테인먼트 흡수 합병 발표
- 2013년 10월: 울림엔터테인먼트 흡수 합병 완료
- 2016년 3월: 울림엔터테인먼트를 자사로부터 분할
- 2016년 7월: SMTOWN TRAVEL로 여행사업부문 브랜드명 변경
- 2017년 10월 27일 부로 SK플래닛 M&C부분을 인수

## 현재 소속 연예인
| 소속 연예인 | 직업               | 데뷔        | 합류        |
| ----------- | ------------------ | ----------- | ----------- |
| 강호동      | 방송인             | 1993년      | 2012년 8월  |
| 서장훈      | 방송인             | 2013년      | 2021년 7월  |
| 전현무      | 방송인             | 2006년      | 2012년 9월  |
| 한석준      | 2003년             | 2015년 11월 | 2012년 9월  |
| 이진호      | 2005년             | 2021년 1월  | 2012년 9월  |
| 김준현      | 2007년             | 2021년 3월  |             |
| 이학주      |                    |             |             |
| 김수로      | 1999년             |             |             |
| 윤태영      | 탤런트             | 1997년      | 2022년 8월  |
| 김생민      | 리포터, 코미디언   | 1992년      | 2017년 11월 |
| 윤제문      | 영화배우           | 1999년      |             |
| 김민아      | 방송인             | 2016년      | 2020년 3월  |
| 박선영      | 방송인             | 2007년      | 2020년 4월  |
| 장예원      | 방송인             | 2012년      | 2020년 12월 |
| 유승목      | 배우               | 1993년      | 2021년 11월 |
| 황제성      | 희극인             | 2002년      | 2023년 6월  |
| 이현진      | 배우               | 2007년      | 2023년 9월  |
| 배성재      | 방송인             | 2005년      | 2024년 5월  |
| 곽준빈      | 방송인             | 2018년      | 2024년 7월  |
| 허영지      | 가수, 배우, 방송인 | 2014년      | 2024년 9월  |
| 방민아      | 가수, 배우, 방송인 | 2010년      | 2024년 10월 |
| 손정은      | 아나운서           | 2004년      | 2024년 11월 |
| 한정완      | 배우               | 2023년      | 2024년 11월 |
| 김영웅      | 배우               | 1999년      | 2025년 1월  |

## 과거 소속 연예인
| 소속 연예인 | 직업         | 데뷔       | 합류        | 이적         | 이적 소속사             |
| ----------- | ------------ | ---------- | ----------- | ------------ | ----------------------- |
| 오정연      | 방송인       | 2008년     | 2015년      | 2020년       | 뉴에라프로젝트          |
| 한지민      | 배우         | 2003년     | 2012년      | 2013년       | BH 엔터테인먼트         |
| 한채영      | 배우         | 2000년     | 2013년      | 2015년       | BS컴퍼니                |
| 공형진      | 배우         | 1991년     | 2013년      | 2015년       | 씨그널엔터테인먼트      |
| 송재림      | 배우         | 2009년     | 2013년      | 2018년       | (주)그랑앙세            |
| 윤소희      | 배우         | 2013년     | 2013년      | 2018년       | (주)그랑앙세            |
| 김시후      | 배우         | 2003년     | 2013년      | 2018년       | (주)그랑앙세            |
| 정소민      | 배우         | 2009년     | 2013년      | 2017년       | 젤리피쉬 엔터퉁테인먼트 |
| 강예원      | 배우         | 2002년     | 2013년      | 2018년       | 제이와이드컴퍼니        |
| 문가영      | 배우         | 2003년     | 2013년      | 2018년       | 키이스트                |
| 김수연      | 뮤지컬배우   | 2017년     | 2017년      | 2022년       | 빅보스엔터테인먼트      |
| 류담        | 희극인       | 2003년     | 2015년      | 2019년       | IHQ                     |
| 박성광      | 개그맨, 가수 | 2007년     | 2018년      | 2023년       | 뭉친프로젝트            |
| 신동엽      | 방송인       | 1991년     | 2012년 8월  | 2023년       | 씨피엔터테인먼트        |
| 이혜성      | 2016년       | 2020년 9월 | 2023년      | 플럼에이앤씨 |                         |
| 양세찬      | 희극인       | 2005년     | 2021년 1월  | 2024년       | 안테나                  |
| 이용진      | 희극인       | 2005년     | 2021년 1월  | 2024년       | 스토리나인웍스          |
| 이수근      | 희극인       | 2003년     | 2000년      | 2024년       | 빅플래닛메이드엔터      |
| 배다빈      | 탤런트, 모델 | 2013년     | 2017년 11월 |              |                         |

## 드라마 제작사

### SM C&C
MBC
- 《맨땅에 헤딩》

정윤호, 고아라, 이윤지, 이상윤
- 《미스코리아》

이연희, 이선균, 이미숙, 이성민, 송선미
- 《미씽나인》

정경호, 백진희
SBS
- 《파라다이스 목장》

이연희, 심창민, 주상욱, 유하나, 임수향, 윤지민
- 《아름다운 그대에게》

설리, 민호, 이현우, 김지원
- 《질투의 화신》

공효진, 조정석, 고경표, 이미숙
- 《키스 먼저 할까요》

감우성, 김선아, 오지호, 박시연
- 《기름진 멜로》

이준호, 장혁, 정려원
KBS 2TV
- 《총리와 나》

이범수, 윤아, 채정안, 윤시윤
- 《장사의 신 - 객주 2015》

장혁, 유오성, 김민정, 한채아
- 《동네변호사 조들호》

박신양, 강소라, 류수영
타사
- 《미미》(엠넷)

최강창민, 문가영
- 《디데이》(JTBC)

김영광, 정소민, 하석진, 이경영
- 《38사기동대》(OCN)

마동석, 서인국, 수영

### 예능
| 작품명                                     |
| ------------------------------------------ |
| 《우리동네 예체능》(KBS)                   |
| 《인간의 조건》(KBS)                       |
| 《맘마미아》(MBC)                          |
| 《슈퍼히트》(Mnet)                         |
| 《EXO's 쇼타임》(MBC 에브리원)             |
| 《tvN e뉴스》(tvN)                         |
| 《팔도방랑밴드》(tvN)                      |
| 《신화방송 - 신화가 찾은 작은 신화》(JTBC) |
| 《비타민》(KBS)                            |
| 《난감스쿨》(투니버스)                     |
| 《댄싱9》(Mnet)                            |
| 《슈주 리턴즈》(JTBC2)                     |
| 《슈퍼TV》(XtvN, tvN)                      |

### 연극 / 뮤지컬
| 작품명                                       |
| -------------------------------------------- |
| 《Singing In The Rain》(충무아트홀 대극장)   |
| 《내 마음의 슈퍼맨》(충무아트홀 소극장 블루) |

## 투어익스프레스
투어익스프레스는 SMTOWN TRAVEL의 자회사로 온라인을 통한 여행서비스를 제공하고 있는 한국의 인터넷 여행사이다. 할인 항공권, 자유여행, 국내여행, 허니문 등의 여행 서비스를 제공하고 있다.
- 투어익스프레스 공식 홈페이지